# Bartlett Bench
Il Bartlett Bench (in lingua inglese: terrazzamento di Bartlett) è una elevazione antartica spoglia, quasi piatta e con l'aspetto di un terrazzamento geologico, che sovrasta il Ghiacciaio Bartlett affacciandosi dalla parte orientale. È situata a 11 km a sud-sudest del Monte Ruth, nei Monti della Regina Maud, in Antartide.   
È stato mappato dall'U.S. Geological Survey sulla base di rilevazioni e di foto aeree scattate dalla U.S. Navy nel periodo 1960-64.
La denominazione è stata assegnata in onore del capitano Robert Bartlett, noto esploratore e navigatore artico, dal gruppo diretto verso il Ghiacciaio Scott, che faceva parte della New Zealand Geological Survey Antarctic Expedition del 1969-70, assieme alla designazione del Ghiacciaio Bartlett.